# (21398) Zengguoshou
(21398) Zengguoshou (1998 FX55) – planetoida z grupy pasa głównego asteroid okrążająca Słońce w ciągu 3,34 lat w średniej odległości 2,23 j.a. Odkryta 20 marca 1998 roku.